# Mariss Jansons
Mariss Jansons (Riga, 14 de gener de 1943 - Sant Petersburg, 1 de desembre de 2019) fou un director d'orquestra letó d'ètnia jueva.
Va nàixer a Riga, fill del director d'orquestra Arvid Jansons. Sa mare, la cantant Iraida Jansons, que era jueva, el va parir d'amagat després que son pare i el seu germà moriren assassinats al Gueto de Riga. L'any 1946, el pare de Mariss va guanyar el segon premi en una competició nacional i va ser elegit per Ievgueni Mravinski per a ser el seu assistent en l'Orquestra Filharmònica de Leningrad. Quan la seua família es va unir a ell, l'any 1956, el jove Jansons va ingressar al Conservatori de Leningrad, on va estudiar piano i direcció coral, si bé son pare li va insistir en l'estudi del violí. L'any 1969 va continuar la seua preparació a Viena amb Hans Swarowsky i a Salzburg amb Herbert von Karajan.
El 1973, Jansons va ser nomenat Director Associat de l'Orquestra Filharmònica de Leningrad (avui Orquestra Filharmònica de Sant Petersburg). El 1979, va ser nomenat director musical de l'Orquestra Filharmònica d'Oslo, amb la qual va realitzar nombroses gires i enregistraments. El 1992 va ser nomenat director invitat principal de l'Orquestra Filharmònica de Londres. El març de 1997, va ser nomenat director musical de l'Orquestra Simfònica de Pittsburgh. El 1996, va patir un atac cardíac en plena actuació a Oslo, mentre dirigia les pàgines finals de La Bohème. Cirurgians plàstics de Pittsburgh li van col·locar un desfibril·lador per prevenir nous atacs. (Cal dir que son pare va morir al podi.)
A la tardor de 2003 va debutar com a director principal de l'Orquestra Simfònica de la Ràdio de Baviera com a successor de Lorin Maazel. A inicis de setembre del 2004, Jansons va esdevenir també successor de Riccardo Chailly com a director principal de l'Orquestra Reial del Concertgebouw d'Amsterdam. Els anys 2006, 2012 i 2016 va dirigir el Concert d'Any Nou de la Filharmònica de Viena. També el gener del 2006 va ser guardonat amb el Premi Artista de l'Any del MIDEM, a Canes.
Entre els alumnes de les seves classes magistrals s'hi troben entre d'altres Vassili Petrenko i Daniel Raiskin.